# (188) Menippe
(188) Menippe – planetoida z pasa głównego asteroid okrążająca Słońce w ciągu 4 lat i 218 dni w średniej odległości 2,76 j.a. Została odkryta 18 czerwca 1878 roku w Clinton w stanie Nowy Jork przez Christiana Petersa. Nazwa planetoidy pochodzi od Menippe, jednej z córek Oriona w mitologii greckiej.